# St. Antonius von Padua (Schippach)

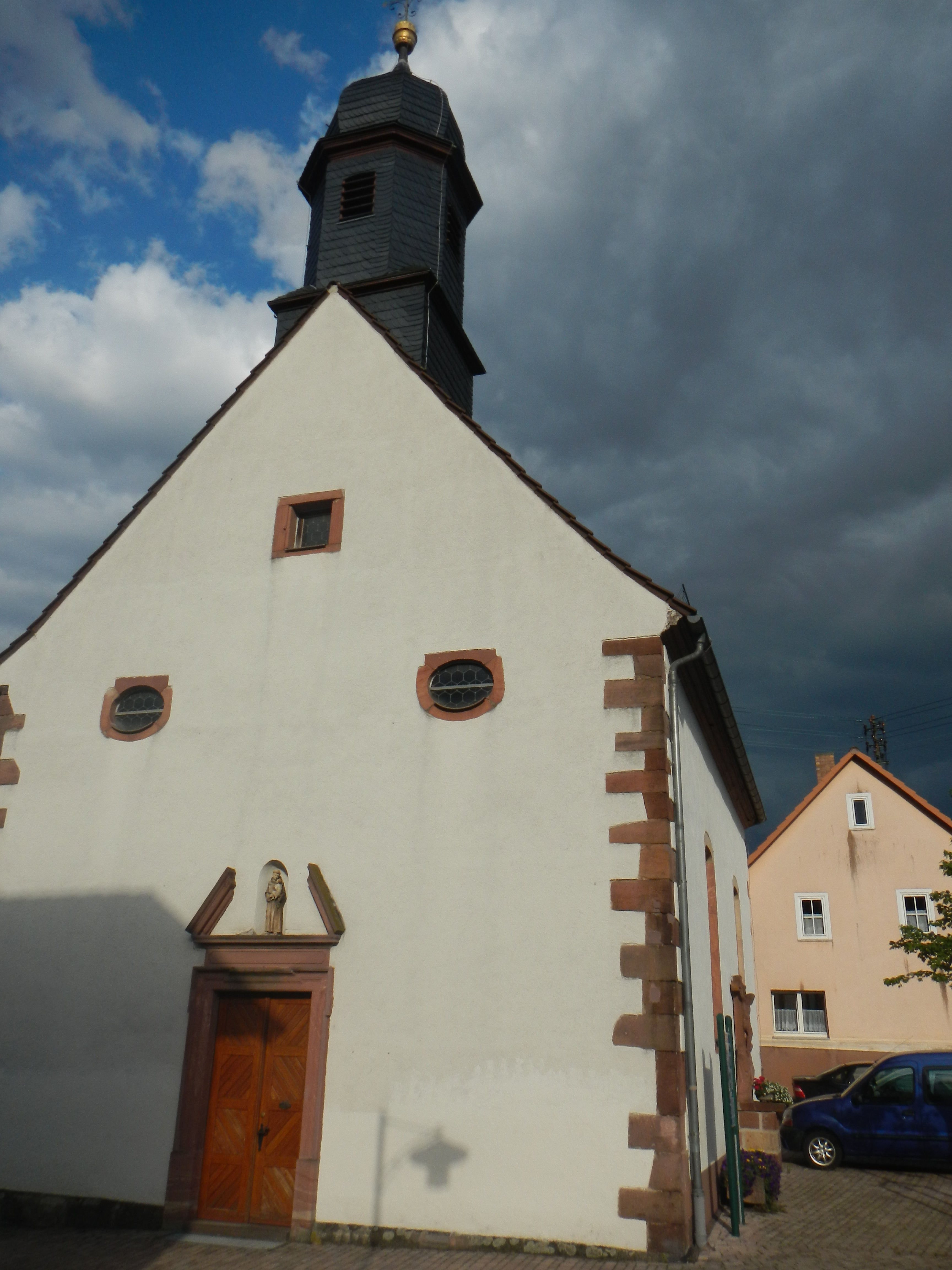
St. Antonius von Padua (Schippach)

Die römisch-katholische, denkmalgeschützte Filialkirche St. Antonius von Padua befindet sich in Schippach, einem Gemeindeteil der Marktgemeinde Elsenfeld im Landkreis Miltenberg (Unterfranken, Bayern). Die Kirche ist unter der Denkmalnummer D-6-76-121-29 als Baudenkmal in der Bayerischen Denkmalliste eingetragen. Die Kirche gehört zur Pfarrei St. Pius Rück-Schippach in der Pfarreiengemeinschaft Christus Salvator Elsenfeld im Dekanat Obernburg des Bistums Würzburg. Kirchenpatron ist Antonius von Padua.

## Beschreibung
Die 1760 gebaute Saalkirche besteht aus einem mit Ecksteinen versehenen Langhaus und einem gleich breiten, dreiseitig geschlossenen Chor im Osten. Aus dem Satteldach des Langhauses erhebt sich im Westen ein schiefergedeckter Dachreiter, auf dessen quadratischem Geschoss ein achteckiges folgt, das hinter den Klangarkaden den Glockenstuhl beherbergt, und auf dem eine Zwiebelhaube sitzt. Das Portal auf der Westseite des Langhauses hat einem Sprenggiebel, in einer Nische über dem Portal befindet sich eine Statuette des Hl. Antonius mit dem Jesusknaben auf dem Arm. 
Die Orgel mit 26 Registern, zwei Manualen und einem Pedal wurde 1980 von der Orgelbau Vleugels gebaut.